# Erik Ehn

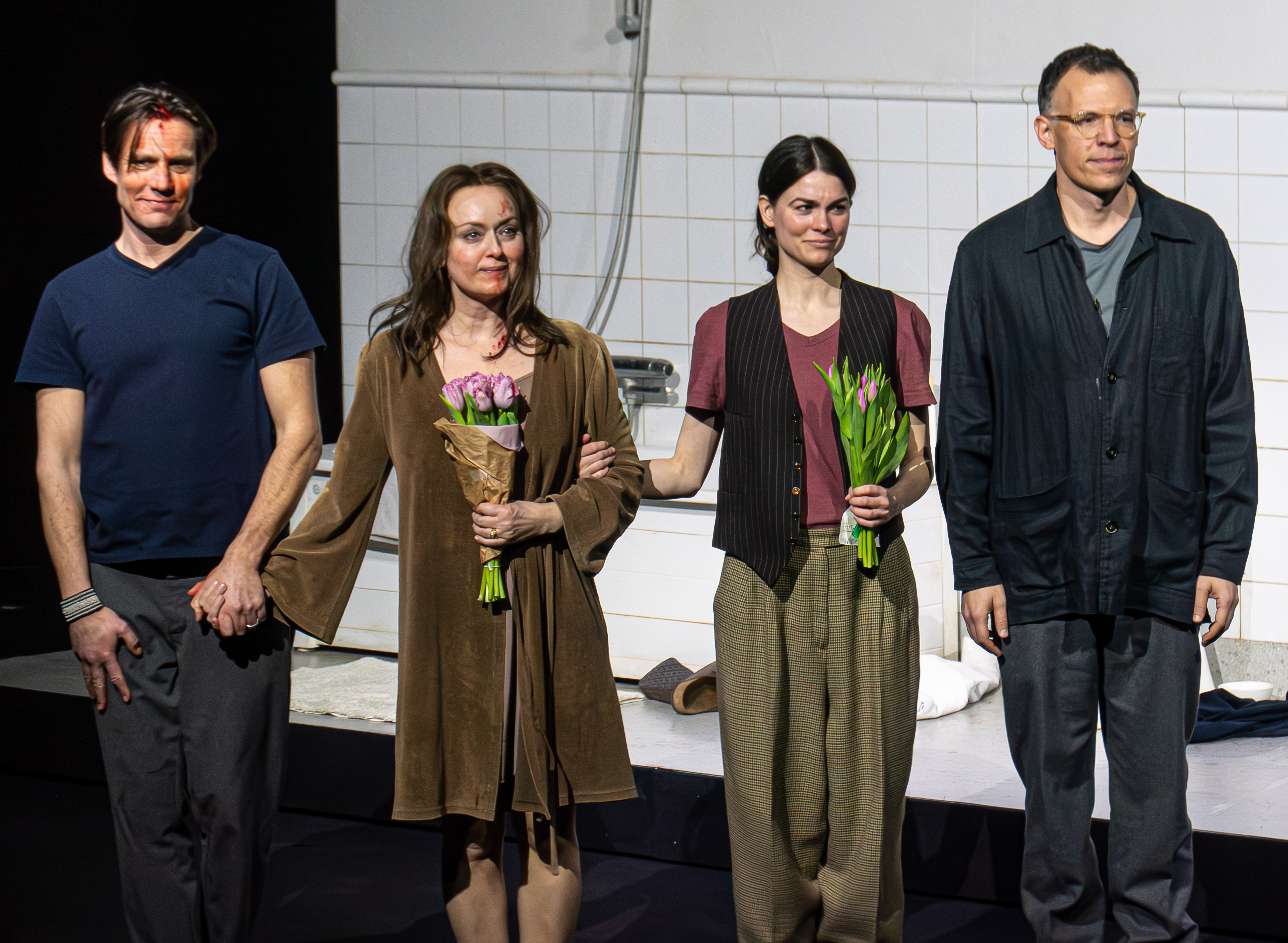
Erik Ehn, Livia Millhagen, Karin Franz Körlof och Hannes Meidal efter föreställningen av Lille Eyolf på Dramaten 2024.

Erik Johannes Ehn, född 6 april 1974 i Trönö församling i Gävleborgs län, är en svensk skådespelare.
Erik Ehn är anställd vid Dramaten sedan år 2000 och tillhör den fasta ensemblen. Han har tidigare arbetat på Folkteatern i Gävleborg och Stockholms stadsteater och medverkat i ett flertal tv- och filmproduktioner.
Han spelade huvudrollen i Dramatentolkningen av den klassiska pjäsen Woyzeck 2013 då han slog igenom stort och hade även huvudrollen i Dramatens uppsättning av Peer Gynt 2018–2019.
Ehn är gift med skådespelaren Alexandra Zetterberg-Ehn och har två barn.

## Priser och utmärkelser
- 2018 – Svenska Dagbladets Thaliapris[3]
- 2019 - O’Neill-stipendiet[4]

## Filmografi i urval
- 1997 – Radioskugga (TV-serie)
- 1997 – Som om ... tiden stått still (TV-serie)
- 1999 – Ingen som jag (TV-serie)
- 2004 – Linné och hans apostlar (TV-serie)
- 2011 – Den girige (TV-serie)
- 2013 – Återträffen
- 2015 – Den fjärde mannen
- 2016 – Beck – Vägs ände
- 2016 – Syrror (TV-serie)
- 2018 – Livet på Dramaten (TV-serie)
- 2021 – En kunglig affär (TV-serie)

## Teater

### Roller (ej komplett)
| År   | Roll                   | Produktion                                                                     | Regi                  | Teater                                           |
| ---- | ---------------------- | ------------------------------------------------------------------------------ | --------------------- | ------------------------------------------------ |
| 1995 | Demetrius              | En midsommarnattsdröm (A Midsummer Night's Dream) William Shakespeare          | Peter Oskarson Ma Ke  | Orionteatern/ Teaterhögskolan i Stockholm        |
| 2000 | Demetrius Teseus       | En midsommarnattsdröm (A Midsummer Night's Dream) William Shakespeare          | John Caird            | Dramaten                                         |
| 2004 | George Wall            | A Clockwork Orange 2004 Anthony Burgess                                        | Kasper Bech Holten    | Dramaten                                         |
| 2008 | Clas Tott              | Kristina August Strindberg                                                     | Jagoš Marković        | Dramaten                                         |
| 2008 | Laertes                | Hamlet William Shakespeare                                                     | Staffan Valdemar Holm | Dramaten                                         |
| 2009 | Sörling                | Final Victoria Benedictsson och Axel Lundegård                                 | Hilda Hellwig         | Dramaten                                         |
| 2009 | La Fleche              | Den girige (L'Avare) Molière                                                   | Gösta Ekman           | Dramaten                                         |
| 2012 | Searcy Foote           | Spoon River Edgar Lee Masters                                                  | Benoît Malmberg       | Dramaten                                         |
| 2015 | Shane                  | Och ge oss skuggorna Lars Norén                                                | Eirik Stubø           | Dramaten                                         |
| 2016 | Anselme                | Den girige (L'Avare) Molière                                                   | Gösta Ekman           | Dramaten                                         |
| 2016 | Henrik Bergman         | Den goda viljan Ingmar Bergman                                                 | Eirik Stubø           | Dramaten                                         |
| 2017 |                        | Stilla liv Lars Norén                                                          | Lars Norén            | Dramaten                                         |
| 2017 | Lord Rivers Mördare 1  | Rickard III (The Life and Death of King Richard the Third) William Shakespeare | Stefan Larsson        | Dramaten                                         |
| 2017 | Shane                  | Och ge oss skuggorna Lars Norén                                                | Eirik Stubø           | Dramaten                                         |
| 2018 | Peer                   | Peer Gynt Henrik Ibsen                                                         | Michael Thalheimer    | Dramaten                                         |
| 2018 | Ryssen                 | En natt i den svenska sommaren Erland Josephson                                | Eirik Stubø           | Dramaten                                         |
| 2019 | Mannen, svärson till D | Andante Lars Norén                                                             | Lars Norén            | Dramaten                                         |
| 2020 | Peer                   | Peer Gynt Henrik Ibsen                                                         | Michael Thalheimer    | Dramaten                                         |
| 2020 |                        | Katt på hett plåttak (Cat on a Hot Tin Roof) Tennessee Williams                | Stefan Larsson        | Kulturhuset Stadsteatern/ Dramaten/ Maximteatern |
| 2020 | Orestes                | Elektra Hugo von Hofmannsthal                                                  | Michael Thalheimer    | Dramaten                                         |
| 2021 |                        | Den yttersta minuten Mattias Andersson                                         | Mattias Andersson     | Dramaten                                         |
| 2021 | Orestes                | Elektra Hugo von Hofmannsthal                                                  | Michael Thalheimer    | Dramaten                                         |
| 2022 | Vaska                  | Natthärbärget (На дне, Na dne) Maksim Gorkij                                   | János Szász           | Dramaten                                         |
| 2022 | Lucas                  | Jakten (Jagten) Thomas Vinterberg och Tobias Lindholm                          | Eirik Stubø           | Kulturhuset Stadsteatern                         |
| 2023 | Xerxes Poseidon Kör    | Perserna/Trojanskorna (Πέρσαι, Persai/Τρῳάδες, Trōiades) Aischylos/Euripides   | Karl Dunér            | Dramaten                                         |
| 2023 | Alfred                 | Lille Eyolf Henrik Ibsen                                                       | Stefan Larsson        | Dramaten                                         |
| 2024 | Greve Kent Narren      | Kung Lear (King Lear) William Shakespeare                                      | Falk Richter          | Dramaten                                         |
| 2024 | Tom Häxan              | Vredens druvor (Grapes of Wrath) John Steinbeck                                | Mina Salehpour        | Dramaten                                         |
| 2025 | Sidner Nordensson      | Juloratoriet Göran Tunström                                                    | Linus Tunström        | Dramaten                                         |